# Kristnihald undir Jökli
Kristnihald undir Jökli (en islandès cristianisme sota la glacera) és una pel·lícula dramàtica islandesa del 1989 dirigida per Guðný Halldórsdóttir, basada en la novel·la del seu pare. La pel·lícula va ser seleccionada com a entrada islandesa per la Millor pel·lícula en llengua estrangera als Premis Oscar de 1992, però no la seva candidatura no fou acceptada.

## Sinopsi
Umbi, un agent del bisbe (Sigurður Sigurjónsson), és enviat a visitar el reverend Jón Prímus a Snæfellsnes (Baldvin Halldórsson) a causa de les queixes que s'han rebut sobre ell.

## Repartiment
- Sigurður Sigurjónsson - Umbi
- Baldvin Halldórsson - Séra Jón Prímus
- Margrét Helga Jóhannsdóttir - Úa
- Kristbjörg Kjeld - Hnallflóra
- Helgi Skúlason - Godman Sý ngmann
- Þórhallur Sigurðsson - Jódínus Álfberg
- Rúrik Haraldsson - Tumi Jónsen
- Ívar DeCarsta Webster - James Butler